# Les Verres enchantés
Pour plus de détails, voir Fiche technique et Distribution.
Les Verres enchantés est un film muet français réalisé par Segundo de Chomón et sorti en 1907. Julienne Mathieu en est l'interprète principale.

## Synopsis
Un diablotin fait venir une magicienne. Celle-ci sort six danseuses d'une cape, puis les efface par le même procédé. Elle les fait réapparaitre sur des piédestaux et les liquéfie aussitôt dans une vaste cruche.
La magicienne remplit cinq verres avec le liquide ainsi obtenu: aussitôt le reflet de chacune des danseuses se dessine dans le verre. Elle remplit ensuite avec un autre liquide : aussitôt le reflet des danseuses disparait.
La magicienne s'en va finalement, remplacé par le diablotin qui, après quelques pitreries, disparait.

## Fiche technique
- Titre : Les Verres enchantés
- Titre anglais: The Enchanted Glasses
- Réalisateur : Segundo de Chomón
- Société de production : Pathé Frères
- Pays d'origine :  France
- Date de sortie : France : 1907
- Genre : Film à trucs
- Couleur, par coloriage en post-production[1]
- Durée : 3 minutes

## Distribution
- Julienne Mathieu : la magicienne
- Un diablotin
- Six danseuses